# Ennya
Ennya es un género de insectos de la familia Membracidae del Nuevo Mundo perteneciente a la tribu Polyglyptini. Actualmente, se conocen un total de 19 especies distribuidas desde México hasta Brasil, pero la mayor diversidad se halla en los Andes Norte, entre Ecuador y Colombia. Las especies de Ennya son subsociales, es decir, los adultos y las ninfas cohabitan juntos en agregaciones relativamente grandes.

## Lista de especies
Estas 19 especies pertenecen al género Ennya:
- Ennya allkukiru Montalvo-Salazar, 2024
- Ennya andina Sakakibara, 1996
- Ennya bordoni Sakakibara, 1996
- Ennya chlorizans Breddin, 1902
- Ennya chrysura (Faimarie, 1846)
- Ennya colombiana Sakakibara, 1996
- Ennya conspersa (Stål, 1869)
- Ennya conica (Faimarie, 1846)
- Ennya dorsalis (Faimarie, 1846)
- Ennya ecuadorensis (Fowler, 1894)
- Ennya funkhouseri (Goding, 1928)
- Ennya gibbera (Goding, 1930)
- Ennya lamariela Montalvo-Salazar & López-García, 2024
- Ennya maculicornis (Faimarie, 1846)
- Ennya notata (Stål, 1869)
- Ennya nutans (Stål, 1869)
- Ennya pacifica (Faimarie, 1846)
- Ennya scaramozzinoi Creão-Duarte & Sakakibara, 1994
- Ennya sobria (Walker, 1851)